# 3SHINE
3SHINE（サンシャイン）は2004年結成の日本のロックバンド。
過去所属レーベルは、SWEETNESS RECORDS（スウィートネスレコーズ）。

## メンバー
- GON （ゴン、1985年11月26日 - ） / ボーカル・ギター
- にも （にも、1985年11月17日 - ） / ドラム・ボーカル
- 加藤聖 (かとう、1984年5月9日 - ） / ベース・コーラス

＜サポートメンバー＞
- HIROSHI (ひろし、－STEREO VISION - ） / ベース・コーラ
- ATSUSHI (あつし、 ‐ Parking Out - ） / ドラムース・コーラス

- YUYA ( ゆうや、　- JANGA69 - ） / ベース・コーラス

## 過去のメンバー
- ミッキー (みっきー　2005年4月をもって脱退) / ベース・コーラス
- 恐怖 （きょうふ　2006年10月をもって脱退） / ベース・コーラス
- TAKU （たく　2010年11月脱退） / ベース・コーラス
- 竜也 (たつや　2010年11月脱退） / ドラム

## 略歴
- 2004年
  - 福島県いわき市にてバンド結成。
  - locofrank、マキシマムザホルモンのツアーいわき公演のサポートを行う。
- 2006年
  - 東北ツアー(JANGA69ツアーサポート)
  - 初の全国ツアー(単独)恐怖が正式メンバーとして加入。
- 2007年
  - 2回目の全国ツアー(単独)
- 2008年
  - 3回目の全国ツアー(単独)
  - 5月：1st FULL ALBUM 【LETTERS】リリース
  - LETTERSツアーを行う。（全国30ヶ所）
- 2010年
  - 4月：1st MINI ALBUM 【POSTSCRIPT】リリース
  - POSTSCRIPTツアーを行う(全国30ヶ所)
- 2020年　
  - 新メンバーを迎えて本格的に活動再開
  - 3月：デジタルシングル 【バンズ】 リリース
  - 4月：デジタルアルバム 【LETTERS ＋ POSTSCRIPT】 リリース